# NGC 2559
NGC 2559是位于船尾座的一个星系。它的赤经为：817.1，赤纬为：-27° 28′，大小：5.